# 一条信長
一条 信長（いちじょう のぶなが）は、鎌倉時代中期の武将。甲斐源氏武田氏の一族。武田信義の孫で、武田信光の次男。通称は武田六郎。または一条六郎。武田信長とも呼ばれる。同母兄は武田信政、生母は新田義重の娘という。

## 経歴
『吾妻鏡』に拠れば、幼少時から弓馬の術に優れ、貞応2年（1223年）正月の弓始の儀において射手を務めたという。
伯父の一条忠頼の名跡を継いで一条氏を再興し、子孫は巨摩郡武川に拠り武川衆となる。巨摩郡加賀美の法善寺（南アルプス市）には、信長が願主となり武田八幡宮（韮崎市）に奉納したと伝わる大般若経が所蔵されている。